# Eryngium macrocalyx
Eryngium macrocalyx är en flockblommig växtart som beskrevs av Alexander Gustav von Schrenk. Eryngium macrocalyx ingår i släktet martornar, och familjen flockblommiga växter. Inga underarter finns listade i Catalogue of Life.